# Ликкей
Ликкей, также Липпей, Ликпей (др.-греч. Λύκκειος) — царь Пеонии, правивший в IV веке до н. э.

## Биография
Возможно, Ликкей был сыном царя Агиса, которому в 358 году до н. э. наследовал власть в Пеонии. В том же году царь Македонии Филипп II добился перемирия с Афинами путём отказа от притязаний на Амфиполь. После этого македонское войско направилось на север и разбило пеонийцев, а Ликкей был вынужден признать свое подчинённое положение от Македонии.

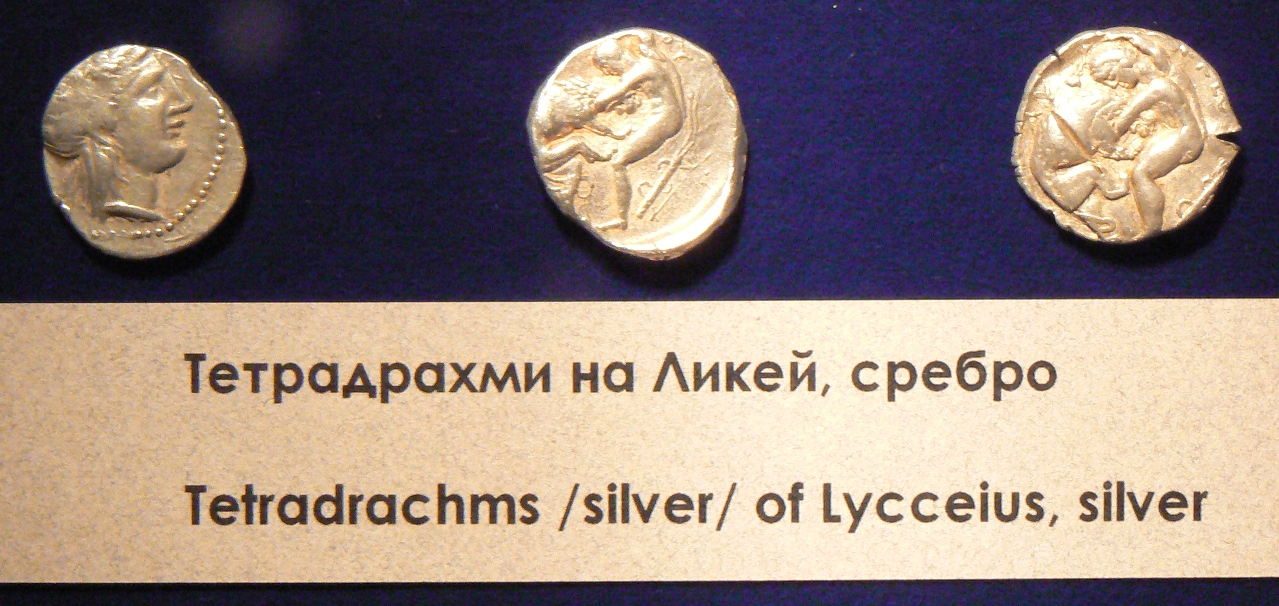
Серебряные тетрадрахмы Ликкея

К июлю 356 году до н. э. Ликкей заключил направленный против македонян союз с Афинами, царём иллирийского племени грабеев Грабом II и фракийским династом Кетрипором. Филипп II, пока его враги собирались с силами, отправил в земли Граба II войско во главе с Парменионом. Грабеи были разбиты, после чего вынужденно вошли в состав Македонии. Ликкей, предположительно, вновь признал своё подчинённое положение, которое заключалось в уплате дани и службе пеонийцев в македонском войске. Предположительно, остаток его правления прошёл в мире. После смерти Ликкею наследовал Патрей.
Во время правления Ликкея пеонийцы чеканили тетрадрахмы, драхмы и тетроболы.

### Исследования
- Белох К. Ю. Греческая история: в 2 т. / пер. с нем. М. О. Гершензона; под ред. и со вступ. ст. Ю. И. Семёнова.. — М.: Государственная публичная историческая библиотека России, 2009. — Т. 2: Кончая Аристотелем и завоеванием Азии. — ISBN 978-5-85209-215-1.
- Кембриджская история древнего мира / под редакцией Д.-М. Льюиса, Дж. Бордмэна, С. Хорнблоуэра, М. Оствальда. Перевод, научное редактирование, примечания А. В. Зайкова. — М.: Ладомир, 2017. — Т. VI. Четвёртый век до нашей эры. Первый полутом. — 720 с. — ISBN 978-5-86218-545-4.
- Уортингтон Й[нем.]. Филипп II Македонский. — СПб. — М.: Евразия — ИД Клио, 2014. — 400 с. — ISBN 978-5-91852-053-6.
- Hammond N. G. L., Griffith G. T. A History of Macedonia (англ.). — Oxford: Clarendon Press, 1979. — Vol. II: 550-336 B.C.. — ISBN 0-l9-814814-3.
- Merker I. The ancient kingdom of Paionia (англ.) // Balkan Studies. — 1965. — Vol. 6, no. 1. — P. 35—54.
- Wright N. L. The Horseman and the Warrior: Paionia and Macedonia in the Fourth Century BC (англ.) // The Numismatic Chronicle (1966-). — Royal Numismatic Society, 2012. — Vol. 172. — P. 1—26. — JSTOR 42678926.